# Мукденское сражение
Мукде́нское сраже́ние — наиболее масштабное, продолжительное по времени и самое кровопролитное сражение русско-японской войны, окончившееся победой Японии.
Сражение развернулось на фронте общим протяжением до 150 километров. С обеих сторон в нём участвовало около полумиллиона солдат и офицеров, две с половиной тысячи артиллерийских орудий, 250 пулемётов. Суммарные людские потери сражающихся армий превысили 160 тысяч человек (то есть до 30 % от числа участников), из которых свыше 24 000 были убиты и 131 000 ранены.

## Обстановка перед сражением

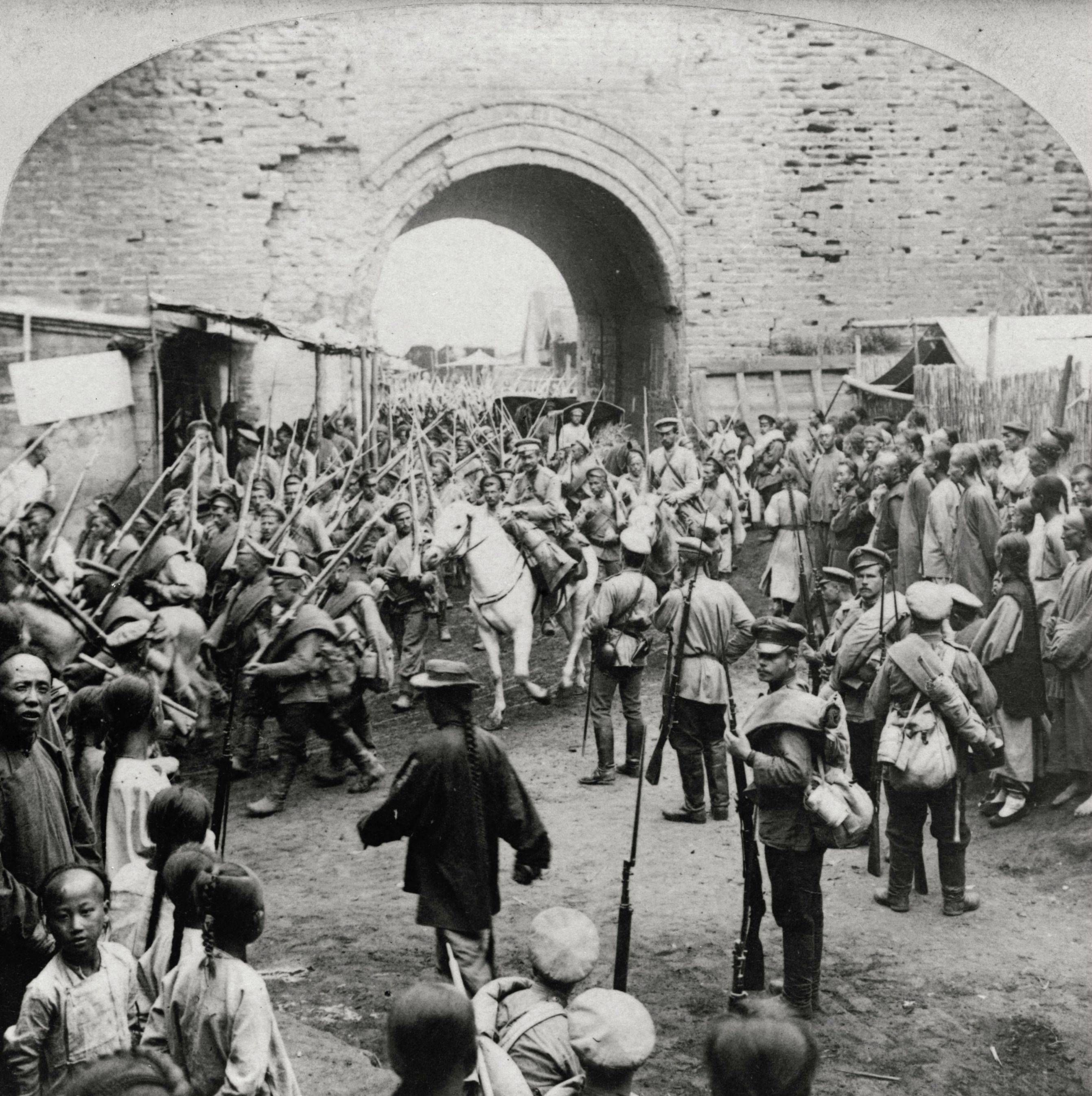
Русские войска в Мукдене, 1905 год.

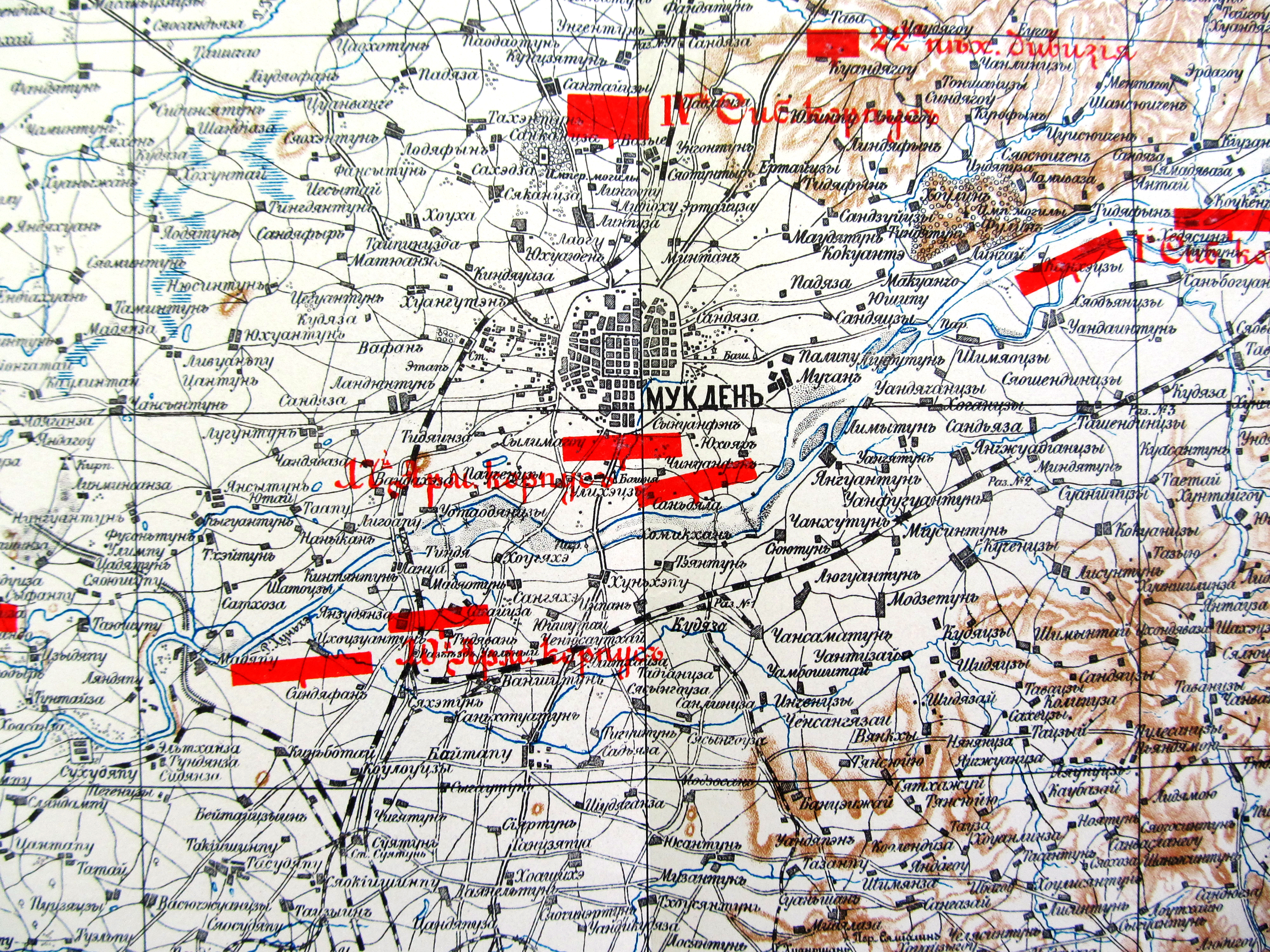
Мукден (ныне Шэньян). Положение сторон в середине сентября 1904 года, непосредственно перед переходом Маньчжурской армии Российской империи в наступление (фрагмент). Русско-японская война

Перед Мукденским сражением формирования русской армии были частично деморализованы после ряда неудачных сражений, в том числе сдачи Порт-Артура (5 января) и неудачного наступления на Сандепу (25—29 января).

### Силы русских
После отступления из Ляояна, формирования русской армии закрепились в районе Мукдена. К началу сражения они насчитывали около 280 тысяч человек боевого состава при 1 475 артиллерийских орудиях и 56 пулемётах, занимая сплошной фронт протяжением 150 км. Общее командование осуществлял генерал Куропаткин. Он разделил Маньчжурскую армию на три части.
- С запада Мукден прикрывала 2-я Маньчжурская армия Каульбарса (100 тыс. чел).
- С востока — 1-я Маньчжурская армия Линевича (107 тыс. чел).
- Между ними располагались позиции 3-й Маньчжурской армии Бильдерлинга (68 тыс. чел).
- В резерве главнокомандующего оставались 16-й армейский корпус и 72-я дивизия 6-го Сибирского корпуса (всего 45 000 человек, 144 орудия).

Глубина расположения всех трёх Маньчжурских армий равнялась 20 — 25 км. Растянутостью фронта генерал Куропаткин рассчитывал предупредить охватывающие действия противника.

### Силы японцев
Силы японцев составляли 270 000 чел., 1 062 орудия и 200 пулемётов. Общее командование осуществлял маршал Ояма. Японская армия также была разделена на три части и пять армий.
- Против русского генерала Каульбарса на западном фланге стояла 2-я армия генерала Оку и 3-я армия генерала Ноги (100 000 чел. и 468 орудий).
- Против генерала Линевича на востоке — 1-я армия Куроки и 5-я армия Кавамуры (90 тыс. чел и 254 орудия).
- В центре располагалась 4-я армия Нодзу (50 тыс. чел и 170 орудий).
- В резерве маршала Ояма оставались 3-я дивизия и три резервные бригады (всего 30 тыс. чел. при 48 орудиях).

### Намерения сторон
Оба противника готовились в феврале 1905 года перейти в наступление. Замысел русского командования сводился к нанесению решительного удара по левому флангу противника. Как и в январе, план опять предусматривал лобовую атаку Сандепу силами 2-й армии. Роль остальных армий сводилась к «демонстрированию». Начало наступления назначалось на 12 (25) февраля. Японское командование намеревалось охватить оба фланга русских войск, сосредоточив главные усилия против их правого фланга. Личный свидетель торжества Мольтке под Седаном (сентябрь 1870 года), маршал Ояма готовился к окружению противника. Вытянутый фронт русских армий подсказывал ему и его начальнику штаба генерал-лейтенанту Кодама мысль о возможности путём наступления 5-й армии в охват левого фланга русских в Фушунском направлении привлечь сюда все резервы Куропаткина, что облегчало удар против правого фланга русских, где успех мог быть достигнут раньше, чем сюда вновь будет переброшен резерв. План предусматривал выдвижение 3-й армии в обход фланга русской 2-й Маньчжурской армии для выхода на её пути сообщения. В дальнейшем Оямой и Кодама предполагалось соединение 3-й армии Ноги и 5-й Кавамуры в тылу русских.
Поле сражения по характеру поверхности может быть подразделено линией железной дороги на две части: западную — равнинную и восточную — гористую. К западу от железной дороги, а также в полосе самой этой дороги местность представляет собой равнину с множеством небольших китайских поселков с глинобитными домами, окруженными такими же глинобитными заборами. К востоку местность, пересекаясь рядом хребтов и их отрогами, была слабо заселена и бедна дорогами. Ещё с мая 1904 года по распоряжению Куропаткина начали строиться укрепления для прикрытия всех направлений на Мукден, и поэтому к началу Мукденской операции здесь имелось четыре укрепленные позиции: Шахэйская, Мукденская, Телинская и Каулитунская. Деревни на фронте позиций были приведены в оборонительное состояние, построены форты, редуты, люнеты и артиллерийские батареи. Все опорные пункты были окружены препятствиями в виде колючей проволоки, волчьих ям, засек и фугасов.

## Силы сторон
Состав и численность русских армий на начало февраля 1905 года.
| Армии (в порядке с запада на восток)                             | Корпуса и отряды | Численность в единицах | Численность в единицах | Численность в единицах | Численность в единицах | Численность в единицах | Всего боевого состава | Всего боевого состава | Всего боевого состава                             |
| ---------------------------------------------------------------- | --- | ---------------------- | ---------------------- | ---------------------- | ---------------------- | ---------------------- | --------------------- | --------------------- | ------------------------------------------------- |
| Армии (в порядке с запада на восток)                             | Корпуса и отряды | Батальонов             | Эскадронов             | Полевых орудий         | Пулемётов              | Инж. батальонов        | Штыков                | Шашек                 | Орудий                                            |
| II Маньчжурская армия генерала от кавалерии барона Каульбарса    | Сводно-стрелковый (Кутневич), VIII (Мылов), X (Церпицкий), I Сибирский (Гернгросс) Отряды: Ляохейский (Косаговский), Конный (Ренненкампф, потом Греков)                   | 120                    | 79                     | 439                    | 24                     | 4                      | 81 799                | 7 890                 | 439                                               |
| III Маньчжурская армия генерала от кавалерии барона Бильдерлинга | V Сибирский (Дембовский), XVII армейский (Селиванов), VI Сибирский (Соболев)                                                                                              | 72                     | 19                     | 266                    | 10                     | 3                      | 56 773                | 2 768                 | 266                                               |
| I Маньчжурская армия генерала от инфантерии Линевича             | I армейский (Мейендорф), IV Сибирский (Зарубаев), II Сибирский (Засулич), III Сибирский (Иванов) Отряды: Цинхеченский (Алексеев, потом Ренненкампф), полковника Мадритова | 133,5                  | 49                     | 370                    | 22                     | 3,75                   | 98 946                | 5 364                 | 370                                               |
| В 3-х армиях                                                     | 11 корпусов и 4 отряда | 325,5                  | 147                    | 1 075                  | 56                     | 10,75                  | 237 518               | 16 022                | 1 075 полевых, 178 осадных и поршневых, 78 мортир |
| Резерв главнокомандующего                                        | XVI (Топорнин) и 72-я стрелковая дивизия | 52                     | 3,25                   | 144                    | -                      | 1                      | 39 148                | 360                   | 144                                               |
| Всего                                                            | 12 корпусов и 4 отряда | 377,5                  | 150,25                 | 1219                   | 56                     | 11,75                  | 276 666               | 16 382                | 1 219 полевых, 178 осадных и поршневых, 78 мортир |

Состав и численность японских армий к началу сражения:
| Армии (в порядке с запада на восток) | Дивизии и кав. бригады                                                 | Численность в единицах | Численность в единицах | Численность в единицах | Численность в единицах | Численность в единицах | Всего боевого состава | Всего боевого состава | Всего боевого состава |
| ------------------------------------ | ---------------------------------------------------------------------- | ---------------------- | ---------------------- | ---------------------- | ---------------------- | ---------------------- | --------------------- | --------------------- | --------------------- |
| Армии (в порядке с запада на восток) | Дивизии и кав. бригады                                                 | Батальонов             | Эскадронов             | Полевых орудий         | Пулемётов              | Инж. батальонов        | Штыков (примерно)     | Шашек (примерно)      | Орудий                |
| III генерала Ноги                    | 1-я (Иида), 7-я (Осеко), 9-я (Осима 2-го), 2 кав. бригада (Тамура)     | 42                     | 21                     | 270                    |                        | 4                      | 42 000                | 2 500                 | 270                   |
| II генерала Оку                      | 8-я (Татэуми), 5-я (Кикоси), 4-я (Цукамото), 1-я кав. бригада (Акиама) | 54                     | 21                     | 132                    |                        | 3                      | 54 000                | 2 500                 | 132                   |
| IV генерала Нодзу                    | 6-я (Окубо), 10-я (Андо)                                               | 54                     | 7                      | 204                    |                        | 2                      | 54 000                | 800                   | 204 и 170 осадных     |
| I генерала Куроки                    | 2-я (Нисима), Гвардейская (Асада), 12-я (Иноуэ)                        | 54                     | 9                      | 160                    |                        | 4                      | 54 000                | 1 000                 | 160                   |
| V генерала Кавамура                  | 11-я (Самедзима), 1-я рез. дивизия (Сакая)                             | 29                     | 5                      | 84                     |                        | 2                      | 29 000                | 600                   | 84                    |
| Резерв главнокомандующего            | 3-я (Осима 1-го), 3 рез. бригады                                       | 30                     | 3                      | 42                     |                        | 2                      | 30 000                | 400                   | 42                    |
| 5 армий                              | 13 полевых дивизий и до 6 рез. бригад (?)                              | 263                    | 66                     | 892                    | около 200              | 17                     | 263 000               | 7 800                 | 892 и 170 осадных     |

Информация в таблицах приведена по Военной энциклопедии Сытина.

## Сражение

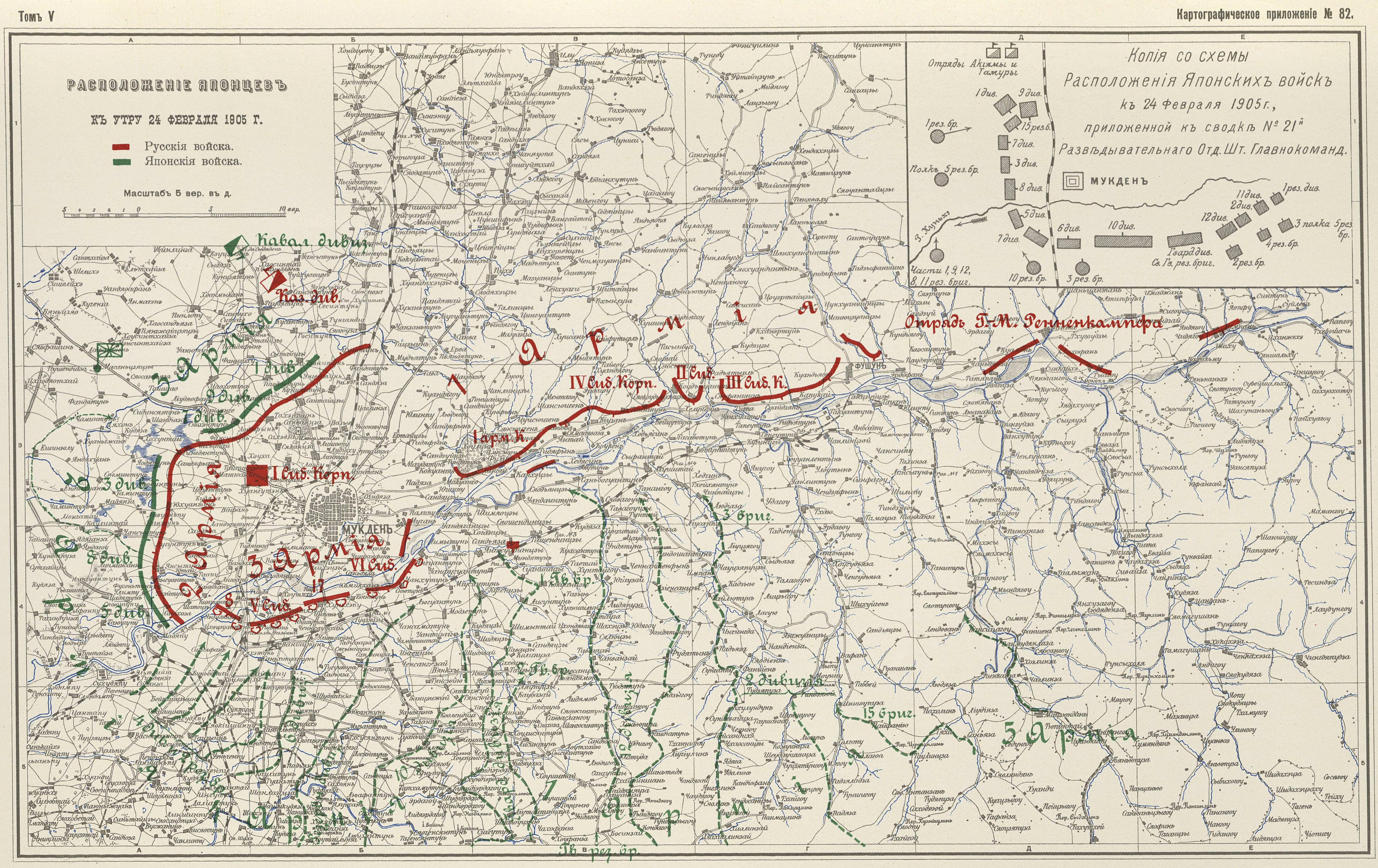
Мукден. Расположение русских и японских войск к утру 24 февраля 1905г.

Сражение начали японцы. В ночь на 19 февраля (6 по ст.с.) они атаковали силами армии Кавамуры восточный фланг русских. Первым бой принял авангард Цинхэченского отряда генерала Алексеева, однако, не выдержав натиска, вынужден был отступить сперва за Далинский перевал (в верховьях Тайцзыхэ), а затем к Тюпинтаю. Для усиления восточного фланга генерал Куропаткин перебросил резервную бригаду генерала Данилова из 6-й Восточно-Сибирской стрелковой дивизии, которой ко 2 марта удалось остановить продвижение Кавамуры. Воспользовавшись тем, что русские сконцентрировались на атаке Кавамуры, японцы нанесли 24 февраля новый удар на восточном фланге силами армии Куроки. После захвата ряда русских опорных пунктов армия Куроки была остановлена 3 марта на Гаотулинском перевале (междуречье Тайцзыхэ и Хуньхэ к востоку от Мукдена). Как и в случае первой атаки, русские начали концентрировать свои силы на восточном фланге за счет ослабления западного фланга (откуда был снят 1-й Сибирский корпус).

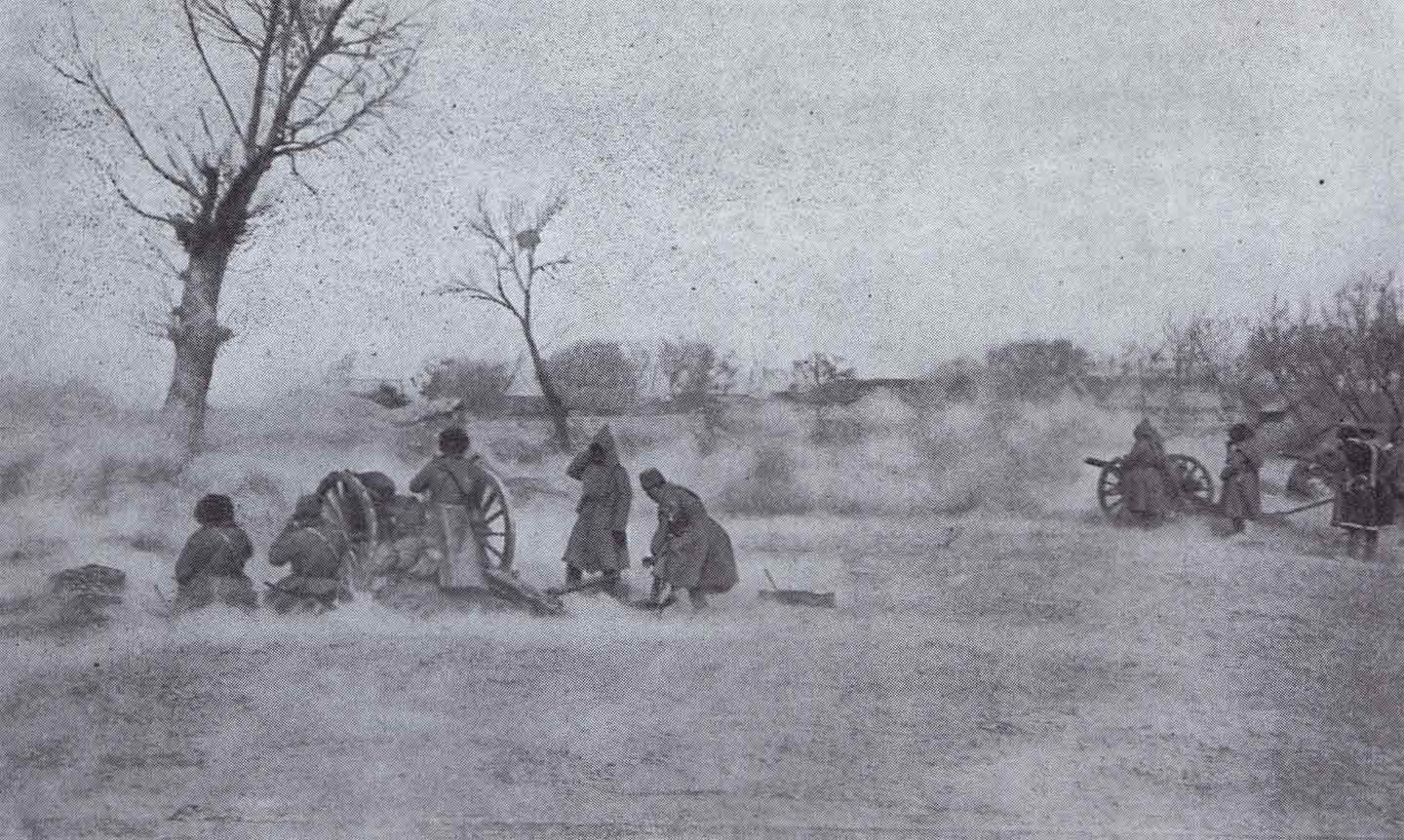
Русская батарея на позиции во время сражения под Мукденом.

27 февраля японцы задействовали свои основные силы, состоящие из армий Оки, Нодзу и Ноги, и нанесли удар по ослабленному западному флангу и в центр русских. Мощный восточный фланг русских при этом не предпринимал активных наступательных действий. Тем временем западный фланг русских дрогнул и начал отступление. 3 марта продвижение армий Ноги удалось остановить у селения Салинпу (в 10 км к западу от Мукдена). Однако японский генерал предпринял рискованный манёвр, пытаясь обойти русские войска с запада и зайти им в тыл и перерезать железнодорожное сообщение русских с метрополией. Для отвлечения внимания от этого маневра японский генерал Оку 5 марта фронтально атаковал западный фланг русских.
7 марта на западном фланге состоялось сражение за Юхуантунь в 6 км к западу от Мукдена. Японская бригада Намбу (5 тыс. человек) стремительно захватила это селение и удерживала его, отвлекая на себя силы русских. Обороняя Юхуантунь, погибла практически вся японская бригада (около 4000 человек)

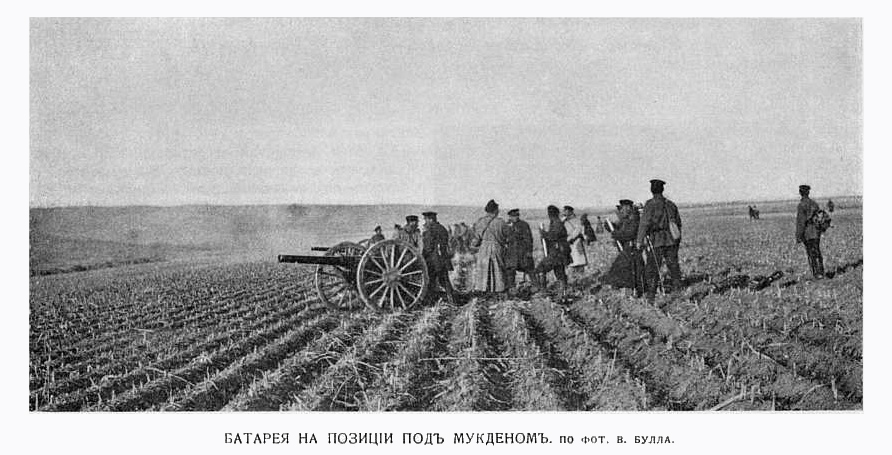
Русская батарея на позиции под Мукденом.

8 марта русские войска начали частичное отступление с целью перегруппировки своих сил. Однако 9 марта японская армия Куроки атаковала восточный фланг русских и прорвала его восточнее Мукдена, на реке Хуньхэ, у селения Киузань, и хлынула в прорыв, создавая угрозу перерезать в тылу русских войск Мандаринскую дорогу. В то время как части армии Линевича, никем не тревожимые, уже отходили от Фушана к Телину, две другие русские армии оказались в мешке в районе Мукдена. Начавшееся в ночь на 10 марта их отступление на север проходило в тяжелых условиях, по узкому коридору, охватываемому с двух сторон противником и обстреливаемому артиллерийским огнём. 10 марта японцы заняли Мукден.

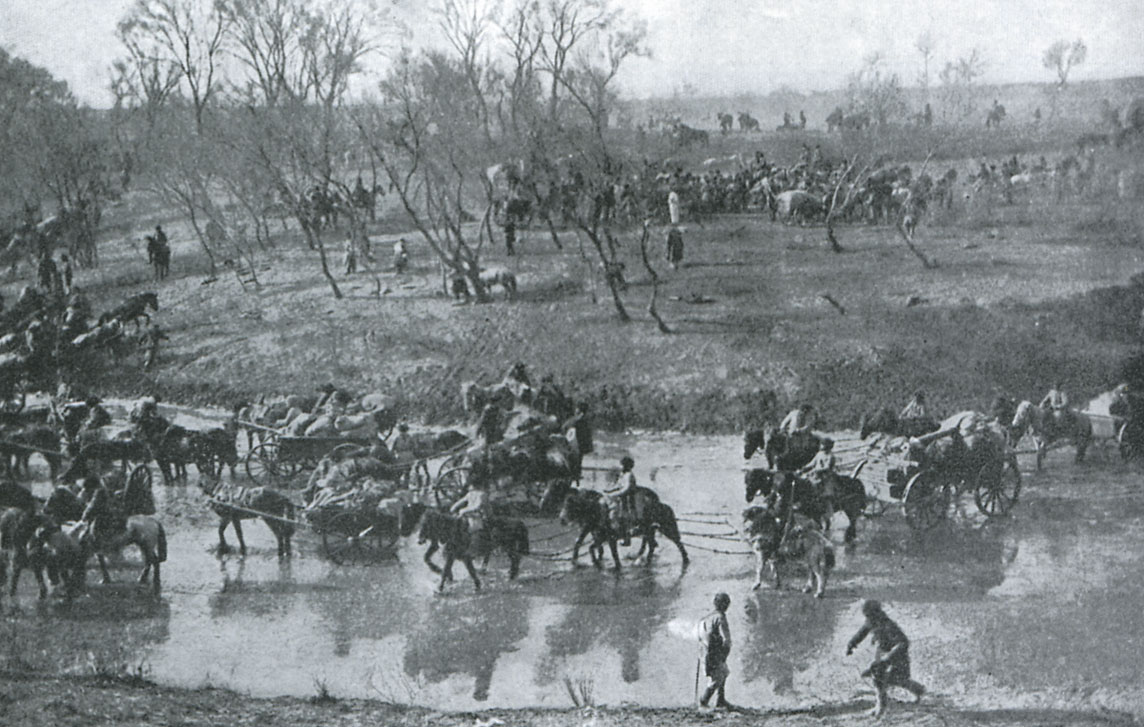
Отступление русской армии после сражения под Мукденом.

«Одни части пробивались с боем, сохраняя порядок, другие, расстроенные, дезориентированные, — сновали по полю взад и вперед, натыкаясь на огонь японцев. Отдельные люди, то собираясь в группы, то вновь разбегаясь, беспомощно искали выхода из мертвой петли. Наши разъезды служили для многих маяком… А все поле, насколько видно было глазу, усеяно было мчавшимися в разных направлениях повозками обоза, лазаретными фургонами, лошадьми без всадников, брошенными ящиками и грудами развороченного валявшегося багажа, даже из обоза главнокомандующего… Первый раз за время войны я видел панику», — вспоминал Деникин.

## Потери

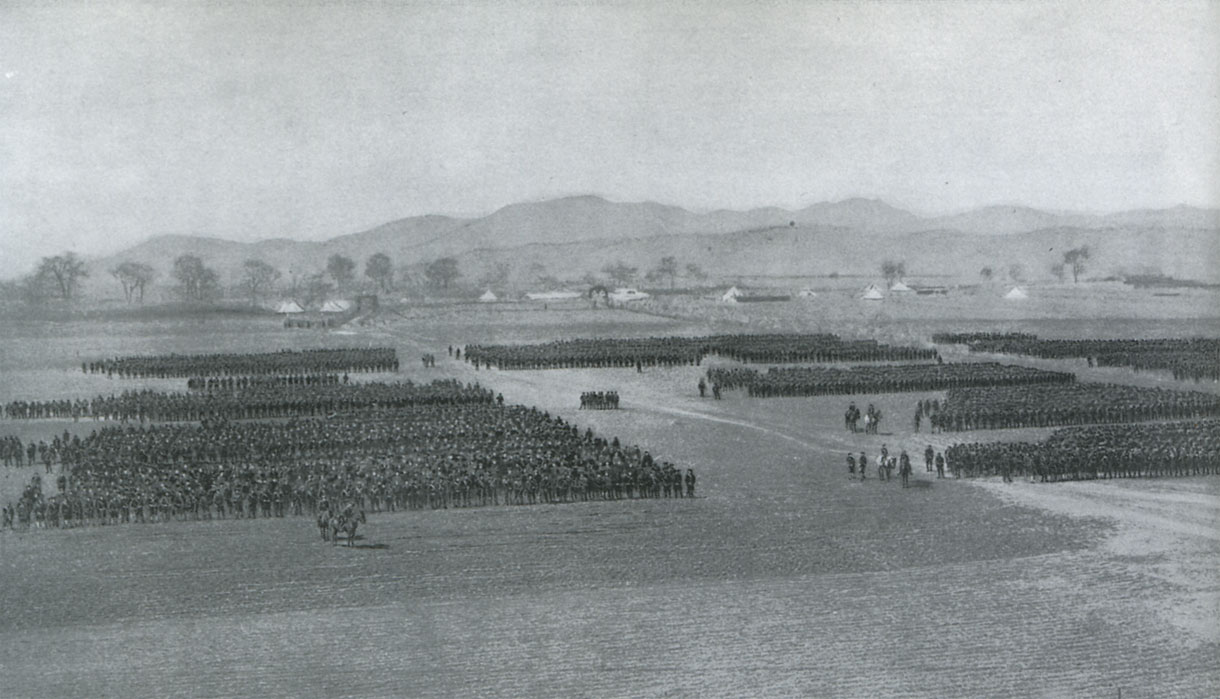
Дивизии 1-й японской армии, построенные после сражения под Мукденом. Хорошо виден некомплект в строевых частях

Потери в Мукденском сражении составили: у русских было 8 705 чел. убитых (353 офицера), 51 388 раненых, 28 209 пропавших без вести и пленных. Из последних в плен попало 21100 чел., в том числе 2 537 раненых. На поле боя остались 58 орудий и 4 пулемёта.
Японцы потеряли 15 892 чел. убитыми, 59 612 ранеными, 2 000 пленными, 2 орудия и 10 пулемётов. Однако потери русской армии были восполнены всего через месяц, и в дальнейшем её численность увеличивалась, тогда как японцам было некем закрыть бреши в рядах своих войск.

## Значение
Русская армия отошла к Телину, а затем отступила ещё дальше на север к подготовленным сыпингайским позициям (в 175 км к северу от Мукдена). Там она и оставалась до конца войны, пополняя силы и готовясь к переходу в новое наступление, которое так и не состоялось в связи с заключением мира. Потрясенные огромными потерями в Мукденской операции японцы прекратили всякие активные действия. Пополнять армию было некем и нечем. Ограниченные людские и материальные ресурсы Японии закончились. Фронт стабилизировался и достигал 200 км.
Хотя Мукденское сражение и закончилось победой японцев, но оно окончательно надломило наступательную мощь японской армии. По словам японского историка Окамото Сюмпэя, «это была крайне неуверенная победа, так как потери Японии достигли 72 008 человек». Маршал И. Ояма доносил в Токио, что его войска не имеют ни людей, ни боеприпасов, чтобы дальше противостоять могущественному противнику, силы которого увеличивались с каждым днем. Под Мукденом уже были сконцентрированы все сухопутные силы страны, её военная мощь была напряжена до предела. Даже японским генералам было вполне очевидно, что к ещё одному генеральному сражению Япония толком подготовиться уже не может. Начальник Генерального штаба маршал Ямагата Аритомо отмечал, что опасно продолжать войну с упорным противником, большая часть войск которого ещё находится дома, тогда как японцы «свои силы уже истощили».
28 марта 1905 г. (н. ст.) начальник штаба японской Маньчжурской армии генерал-лейтенант Кодама Гэнтаро был отправлен в Токио для того, чтобы доложить императору подробности Мукденского сражения. Но главной целью этой поездки было уговорить правительство начать поиски варианта мирного договора. Выступая перед министрами кабинета, гэнро и военными лидерами в императорской ставке, генерал Кодама сообщил, что дальнейшее продвижение японской армии невозможно. От имени маршала Ояма Кодама требовал, чтобы Япония ухватилась за возможность, которую предоставила победа, чтобы остановить войну.
По результатам сражения и сдачи Мукдена русский главнокомандующий Куропаткин был снят с должности и назначен, с понижением, командующим 1-й маньчжурской армией, а его место занял Николай Петрович Линевич, бывший командующий 1-й маньчжурской армией.